# Лебрето (Асти)
Лебрето је насеље у Италији у округу Асти, региону Пијемонт.
Према процени из 2011. у насељу је живело 32 становника. Насеље се налази на надморској висини од 183 м.